# فرانكلاي (ميزوري)
فرانكلاي (بالإنجليزية: Frankclay)‏ هي إحدى المجتمعات الفردية (غير مصنفة) في ولاية ميزوري في الولايات المتحدة الأمريكية.